# 瓦尔比站
瓦尔比站（丹麦语：Valby Station）是位于丹麦首都哥本哈根瓦尔比区的一座火车站，同时有国铁及哥本哈根市郊铁路的多趟列车列车停靠。所有在瓦尔比站经过的“区域列车”和部分“城际列车”在本站停靠。在本站还可换乘通往日德兰半岛多地的长途客车。尽管本站早已使用电气化铁路，但直到2017年仍有部分“城际列车”及“区域列车”使用内燃机车。

## 旅客列车线路表
| 上一站                                | 哥本哈根市郊铁路                    | 下一站                             |
| ------------------------------------- | ----------------------------------- | ---------------------------------- |
| 丹斯霍伊站 开往：霍耶-措斯楚普站      |                                     | 嘉士伯站 开往：法鲁姆站            |
| 丹斯霍伊站 开往：霍耶-措斯楚普站      | 仅工作日高峰时段开行                | 嘉士伯站 开往：布津厄站            |
| 弗林特霍尔姆站 开往：腓特烈松站       | 周一至周五白天                      | 嘉士伯站 开往：克兰彭堡站          |
| 长街站 开往：腓特烈松站               | 其它运营时段                        | 嘉士伯站 开往：克兰彭堡站          |
| 长街站 开往：巴勒鲁普站               | 仅工作日白天开行                    | 嘉士伯站 开往：东门站              |
| 上一站                                | 丹麦国家铁路                        | 下一站                             |
| 哥本哈根火车总站 开往：东门站         | 城际列车 哥本哈根⟷埃斯比约          | 霍耶-措斯楚普站 开往：埃斯比约站   |
| 哥本哈根火车总站 开往：东门站         | 区域列车 哥本哈根⟷罗斯基勒⟷勒兹比港 | 霍耶-措斯楚普站 开往：勒兹比港站   |
| 哥本哈根火车总站 开往：东门站         | 区域列车 哥本哈根⟷霍尔拜克          | 霍耶-措斯楚普站 开往：霍尔拜克站   |
| 哥本哈根火车总站 开往：东门站         | 区域列车 哥本哈根⟷斯劳厄尔瑟        | 霍耶-措斯楚普站 开往：斯劳厄尔瑟站 |
| 哥本哈根火车总站 开往：东门站         | 哥本哈根⟷罗斯基勒                   | 霍耶-措斯楚普站 开往：罗斯基勒站   |
| 哥本哈根火车总站 开往：东门站         | 哥本哈根⟷欧登塞                     | 霍耶-措斯楚普站 开往：欧登塞站     |
| 哥本哈根火车总站 开往：东门站         | 哥本哈根⟷尼克宾法尔斯特⟷勒兹比      | 霍耶-措斯楚普站 开往：勒兹比港站   |
| 哥本哈根火车总站 开往：东门站         | 哥本哈根⟷尼克宾法尔斯特⟷盖瑟        | 霍耶-措斯楚普站 开往：盖瑟站       |
| 哥本哈根火车总站 开往：东门站         | 哥本哈根⟷凯隆堡                     | 霍耶-措斯楚普站 开往：凯隆堡站     |
| 哥本哈根火车总站 开往：哥本哈根机场站 | 城际列车 哥本哈根⟷奥尔堡            | 霍耶-措斯楚普站 开往：奥尔堡站     |
| 哥本哈根火车总站 开往：哥本哈根机场站 | 城际列车 哥本哈根⟷埃斯比约          | 霍耶-措斯楚普站 开往：埃斯比约站   |
| 哥本哈根火车总站 开往：哥本哈根机场站 | 城际列车 哥本哈根⟷森訥堡⟷帕茲堡     | 霍耶-措斯楚普站 开往：帕茲堡站     |
| 哥本哈根火车总站 开往：哥本哈根机场站 | 哥本哈根⟷罗斯基勒                   | 霍耶-措斯楚普站 开往：罗斯基勒站   |
| 哥本哈根火车总站 开往：哥本哈根机场站 | 哥本哈根⟷欧登塞                     | 霍耶-措斯楚普站 开往：欧登塞站     |
| 哥本哈根火车总站 开往：赫尔辛格站     | 赫尔辛格⟷罗斯基勒                   | 霍耶-措斯楚普站 开往：罗斯基勒站   |

## 历史
今瓦尔比站的前身为1847年启用的第一代哥本哈根火车总站（当时称“哥本哈根站”），位置在今瓦尔比站东侧不远处。启用首年时，有大批前往腓特烈斯贝游玩的旅客使用本站。然而次年旅客数量便大幅下降。1864年，第二代哥本哈根火车总站站房启用， 铁路改经腓特烈斯贝站，本站也随之关闭。 1911年，现在的（第三代）哥本哈根火车总站站房启用，铁路重新回到瓦尔比，本站也随之恢复。现在的瓦尔比站是由哥本哈根火车总站通往腓特烈松和罗斯基勒的铁路上的一个中途站。随着瓦尔比区的发展，瓦尔比站也越来越多的分流哥本哈根火车总站的客流。
1934年11月1日，连通本站至哥本哈根火车总站的哥本哈根市郊铁路开通，这也是本站首次引入哥本哈根市郊铁路。
1950年至1953年间，瓦尔比站西侧的西兰岛西线铁路与腓特烈松铁路交汇点改建为立体交汇，改建工程于1953年6月17日完工。

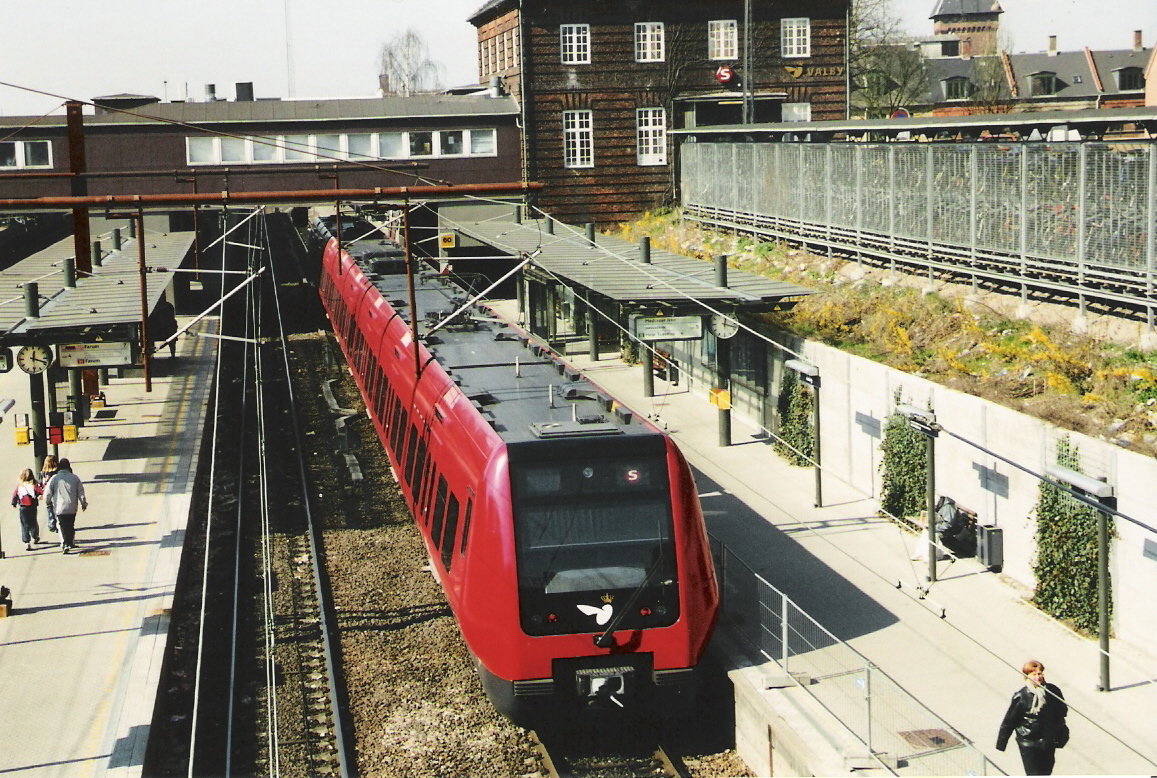
停靠在瓦尔比站的哥本哈根市郊铁路列车

## 相邻车站
| 上一站                        | 丹麦国家铁路      | 下一站                         |
| ----------------------------- | ----------------- | ------------------------------ |
| 哥本哈根火车总站 本线终点     | 西兰岛西线铁路    | 霍耶-措斯楚普站 往：科雪尔站   |
| 嘉士伯站 往：哥本哈根火车总站 | 霍耶-措斯楚普铁路 | 丹斯霍伊站 往：霍耶-措斯楚普站 |
| 嘉士伯站 往：哥本哈根火车总站 | 腓特烈松铁路      | 长街站 往：腓特烈松站          |

## 外部連結
- 丹麦国家铁路官网对本站的介绍 （页面存档备份，存于）（丹麦语）